# Список главных тренеров «Даллас Маверикс»

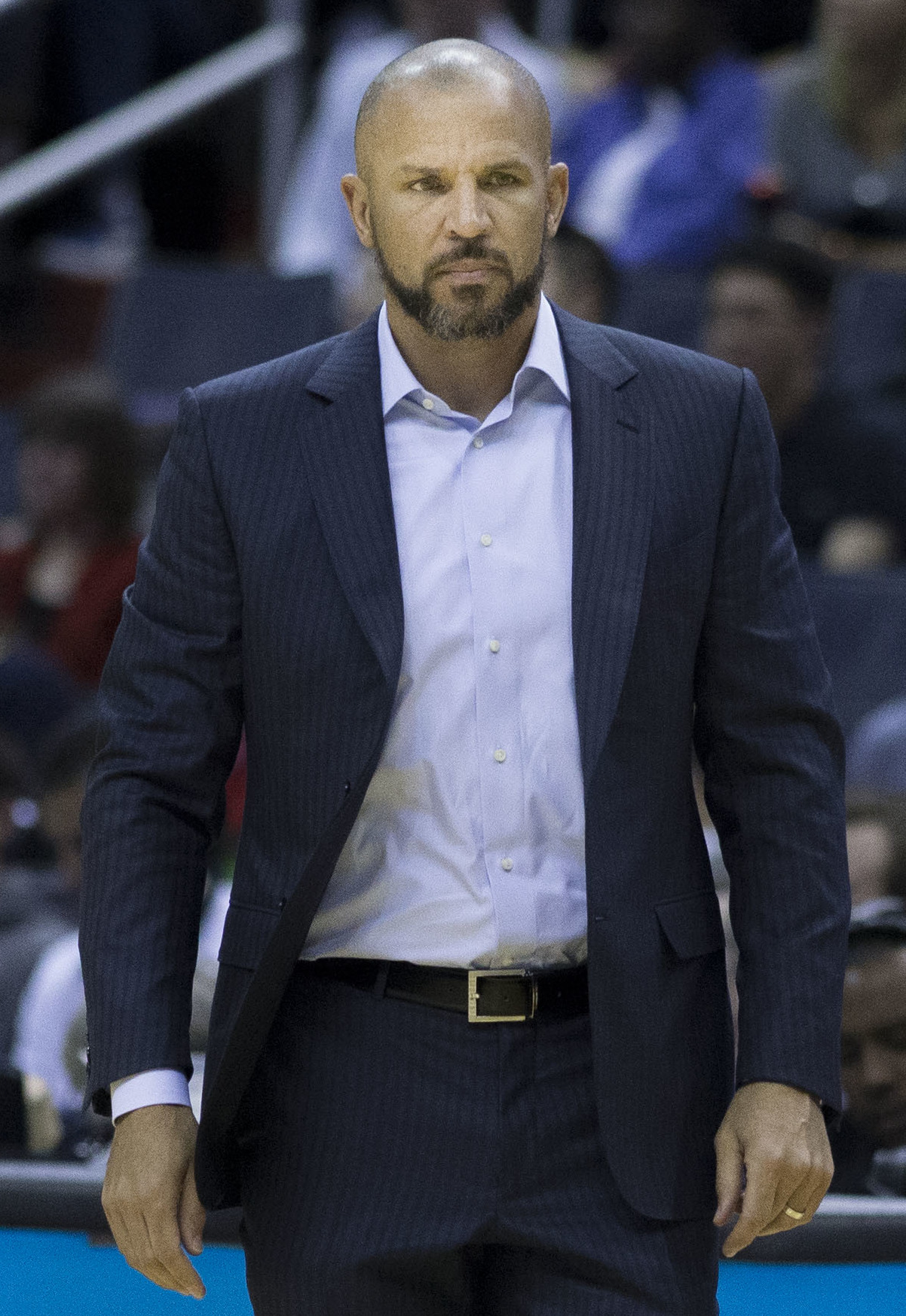
Джейсон Кидд, действующий главный тренер «Маверикс»

«Даллас Маверикс» (англ. Dallas Mavericks) — американский профессиональный баскетбольный клуб, базирующийся в городе Даллас (штат Техас). «Маверикс» выступают в Юго-Западном дивизионе Западной конференции Национальной баскетбольной ассоциации (НБА). Команда была основана в 1980 году и в 2006 году выиграла свою первую Западную конференцию. С 2001 года проводит свои домашние игры на «Американ Эйрлайнс-центр». 
За всю историю клуба в нём работало 9 главных тренеров. Первым тренером был Дик Мотта, который тренировал клуб на протяжении девяти сезонов (1980—1987 и 1994—1996). Рик Карлайл является лидером среди тренеров «Маверикс» по количеству проведенных матчей (1033), по количеству побед с клубом (569), по количеству игр в плей-офф (110) и количество побед в плей-офф (56); Эвери Джонсон - по самому высокому проценту выигрыша в регулярном сезоне (0,735). Дон Нельсон (тренер «Далласа» с 1997 по 205 года) был включён в символический список из 10 величайших тренеров НБА. Джонсон привел «Маверикс» в 2006 году к первому финалу НБА в истории клуба, в котором Даллас проиграл «Хит» со счётом 2-4. Эвери также единственный тренер, который получал награду Тренера года в сезоне 2005/06. Куинн Бакнер и Джим Климонс провели всю карьеру главного тренера в НБА в «Маверикс». Нельсон является единственным тренером «Даллас», которого включили в Зал славы баскетбола как тренера. Рик Карлайл был тренером «Маверикс» с 2008 по 2021 года. С Карлайлом клуб выиграл Финал НБА в 2011 году, одолев «Майами Хит» со счётом 4-2.

## Тренеры
| Легенда | Легенда                                                |
| ------- | ------------------------------------------------------ |
| Игр     | Число матчей в качестве главного тренера               |
| В       | Количество побед                                       |
| П       | Количество поражений                                   |
| %В      | Процент выигранных матчей                              |
|         | Провёл всю карьеру главного тренера в НБА в «Маверикс» |
|         | Введён в Зал славы баскетбола в качестве тренера       |

Статистика приведена на конец сезона 2023/24.
| №  | Имя           | Период    | Игр                  | В                    | П                    | %В                   | Игр      | В        | П        | %В       | Достижения                                                    | Прим.  |
| №  | Имя           | Период    | Регулярный чемпионат | Регулярный чемпионат | Регулярный чемпионат | Регулярный чемпионат | Плей-офф | Плей-офф | Плей-офф | Плей-офф | Достижения                                                    | Прим.  |
| -- | ------------- | --------- | -------------------- | -------------------- | -------------------- | -------------------- | -------- | -------- | -------- | -------- | ------------------------------------------------------------- | ------ |
| 1  | Дик Мотта     | 1980—1988 | 574                  | 267                  | 307                  | 46,5                 | 28       | 11       | 17       | 39,3     |                                                               | [ 9 ]  |
| 2  | Джон Маклеод  | 1987—1990 | 175                  | 96                   | 79                   | 54,9                 | 17       | 10       | 7        | 58,8     |                                                               | [ 10 ] |
| 3  | Ричи Адубато  | 1989—1993 | 264                  | 94                   | 170                  | 35,6                 | 3        | 0        | 3        | 0,0      |                                                               | [ 11 ] |
| 4  | Гар Херд      | 1992/1993 | 53                   | 9                    | 44                   | 17,0                 | —        | —        | —        | —        |                                                               | [ 12 ] |
| 5  | Куинн Бакнер  | 1993/1994 | 82                   | 13                   | 69                   | 15,9                 | —        | —        | —        | —        |                                                               | [ 13 ] |
| —  | Дик Мотта     | 1994—1997 | 164                  | 62                   | 102                  | 37,8                 | —        | —        | —        | —        |                                                               | [ 9 ]  |
| 6  | Джим Климонс  | 1996/1997 | 98                   | 28                   | 70                   | 28,6                 | —        | —        | —        | —        |                                                               | [ 14 ] |
| 7  | Дон Нельсон   | 1997—2006 | 590                  | 339                  | 251                  | 57,5                 | 43       | 19       | 24       | 44,2     | Один из 10 величайших тренеров в истории НБА                  | [ 15 ] |
| 8  | Эвери Джонсон | 2005—2009 | 264                  | 194                  | 70                   | 73,5                 | 47       | 23       | 24       | 48,9     | Тренер года НБА в сезоне 2005/06 Чемпион Западной конференции | [ 16 ] |
| 9  | Рик Карлайл   | 2008—2022 | 1033                 | 555                  | 478                  | 53,7                 | 71       | 33       | 38       | 46,5     | Чемпион НБА (2011)                                            | [ 17 ] |
| 10 | Джейсон Кидд  | 2021—н.в. | 246                  | 140                  | 106                  | 56,9                 | 18       | 9        | 9        | 50,0     |                                                               | [ 18 ] |